# Александров, Вадим Александрович
Вадим Александрович Александров (29 ноября 1922, Москва — 13 февраля 1994, Москва) — советский российский историк, этнолог, доктор исторических наук, профессор, научный советник Института этнологии и антропологии РАН, специалист по истории и этнографии русского населения Сибири.

## Биография
Родился 29 ноября 1922 года в семье служащих. В 1944 года окончил исторический факультет МГУ им. М. В. Ломоносова. Специализировался по кафедре этнографии. В 1947—1952 гг. был редактором «Учпедгиза». В 1953—1955 гг. являлся старшим научным сотрудником Гос. центра НИИ физкультуры, заведовал сектором теории и истории физкультуры. В 1956—1959 гг. — младший научный сотрудник, в 1959—1963 гг. — ученый секретарь, в 1963—1986 гг. — старший научный сотрудник, в 1986—1992 гг. — ведущий, главный научный сотрудник. В 1992—1994 гг. — научный советник ИЭА РАН.
В 1947 году защитил кандидатскую диссертацию «Стрелецкое войско в южных городах русского государства XVII в.». В 1963 году защитил докторскую диссертацию «Русское население Сибири XVII — нач. XVIII в. (Енисейский край)».
В 1980—1989 гг. был членом оргкомитета и заместителем председателя Симпозиума по изучению аграрной истории Восточной Европы. С 1991 года — профессор. В 1992 году стал Лауреатом Госпремии РФ по науке и технике за цикл работ «Традиционная культура русского народа в XVII — начала XX в.».
Умер 13 февраля 1994 года. Похоронен на Николо-Архангельском кладбище (уч. 3А). По состоянию на май 2023 года на могиле нет памятника, только деревянный крест и табличка.

## Научная деятельность
Область научных интересов — история и этнография русских, преимущественно Сибири, история крестьянской общины XVII—XVIII вв.
В. А. Александров разработал типологию сельской общины с учетом особенностей ее исторического развития, разнообразия отношений с государственной властью в различных регионах страны и в условиях колонизации новых территорий. Занимался проблемами русского освоения Сибири в XVII в., проследив его от Восточной Сибири до Тихого океана, анализировал складывание русского старожильческого населения, взаимное культурное влияние и формы взаимодействия русского и местного населения, формы хозяйственного освоения Сибири, восстановление крестьянской общины в процессе колонизации, отношения России и Китая в XVII в. Вместе с акад. Н. Н. Покровским исследовал сословно-представительный строй России в XVII в., охарактеризовав сословные организации как часть местного управления.
В. А. Александров считал, что Древняя Русь является отправной точкой создания российской государственности, а русская народность сложилась не на определенной территории, а в процессе ее создания и освоения. Этническая территория формируется благодаря политическому (образование государства) и этническому (заселение пространства) началу, при этом этническому фактору отводилось основное значение.
В. А. Александров написал несколько глав и разделов ряда коллективных трудов по отечественной истории. В «Очерках истории СССР» — разделы по историографии «Смуты» начала ХVII вв., о восстаниях в Сибири конца ХVII в., «борьбе с реакционной оппозицией», Персидском походе Петра I, отношениях России с Китаем. В «Истории Сибири» — введение (совместно с В. Г. Мирзоевым, В. И. Шунковым) и разделы о присоединении и заселении Восточной Сибири, классовой борьбе; в «Истории крестьянства Европы» — глава о российском крестьянстве середины ХVII — середины XIX в. Он является автором около полутора сотен статей во втором издании «Большой Советской энциклопедии».

## Основные работы
- Гвардейцы — доверенные люди Петра I. М.: [Изд.-во и тип. Изд-ва МГУ], 1947. 19 с.
- Афанасий Никитин и его время. М., 1951. (соавт. Осипов А. М., Гольдберг Н. М.)
- Русско-китайская торговля и Нерчинский торг в конце XVII в. // К вопросу о первоначальном накоплении в России (XVII—XVIII вв.) М., 1958. С. 422—464.
- Россия на дальневосточных рубежах. Вторая пол. XVII в. М., 1969. 240 с.
- Русское население Сибири XVII — нач. XVIII в. (Енисейский край). М., 1964. 303 с.
- Начало государственного освоения русским населением Забайкалья и Приамурья (вторая пол. XVII в.) // История СССР. 1968. № 2. С. 44-61.
- Заселение Сибири русскими в конце XVI—XVII вв. // Русские старожилы Сибири. М., 1973. С. 7-49.
- Сельская община в России (XVII — нач. XIX в.) М., 1976. 323 с.
- Типы сельской общины в позднефеодальной России (XVII—XIX вв.) // Проблемы типологии в этнографии. М., 1979. С. 92-104; (в соавт.)
- Некоторые проблемы истории крестьянства СССР дооктябрьского периода // История СССР. 1979. № 3. С. 49-70.
- Типология русской крестьянской семьи в эпоху феодализма // История СССР. 1981. № 3. С. 78-96.
- Этнография русского крестьянства Сибири, XVII — середина XIX в. / [В. А. Александров, И. В. Власова, В. А. Липинская и др.; отв. ред. В. А. Александров]. М.: Наука, 1981. 270 с.
- Обычное право крепостной деревни XVII — нач. XIX в. М. 1984. 255 с.; (совм. с Н. Н. Покровским)
- Власть и общество: Сибирь в XVII в. Новосибирск, 1991. 400 с.
- Путь в историю, пути в истории (моя жизнь). М., 1998[2][3].